# Interpretive centre
Ein interpretive centre oder interpretation centre, in den USA häufiger interpretive center, ist eine Institution, deren Zielsetzung darin besteht, Wissen und Kenntnisse über bestimmte Ausschnitte der Natur- und Kulturwissenschaften zu vermitteln, sowie über deren Objekte und Relikte. Interpretationszentren folgen den Grundsätzen der Natur- und Kulturinterpretation und dienen weniger wissenschaftlichen Ansprüchen, als regionalen pädagogischen, Bildungs- und Tourismuszielen. Zumeist widmen sie sich thematisch dem Ort, an dem sie zu diesem Zweck eingerichtet worden sind (früher gelegentlich als museum in situ oder site museum bezeichnet). Oftmals betrachten sie die umgebende Natur- oder Kulturlandschaft als eine Art zugehöriges „Museum“.
Sie befinden sich oftmals in dem Gebiet, in dem sich eine bedeutende historische oder Naturstätte befindet, oftmals in Verbindung mit einem Besucherzentrum, das sich überwiegend um touristische Belange kümmert. Einige dieser Zentren betreiben auch Forschung, sowie Erhalt und Ausstellung, daher unterscheiden sie sich nur graduell von Museen, andere bieten keine Exponate dieser Art und betreiben dementsprechend keine Forschung.

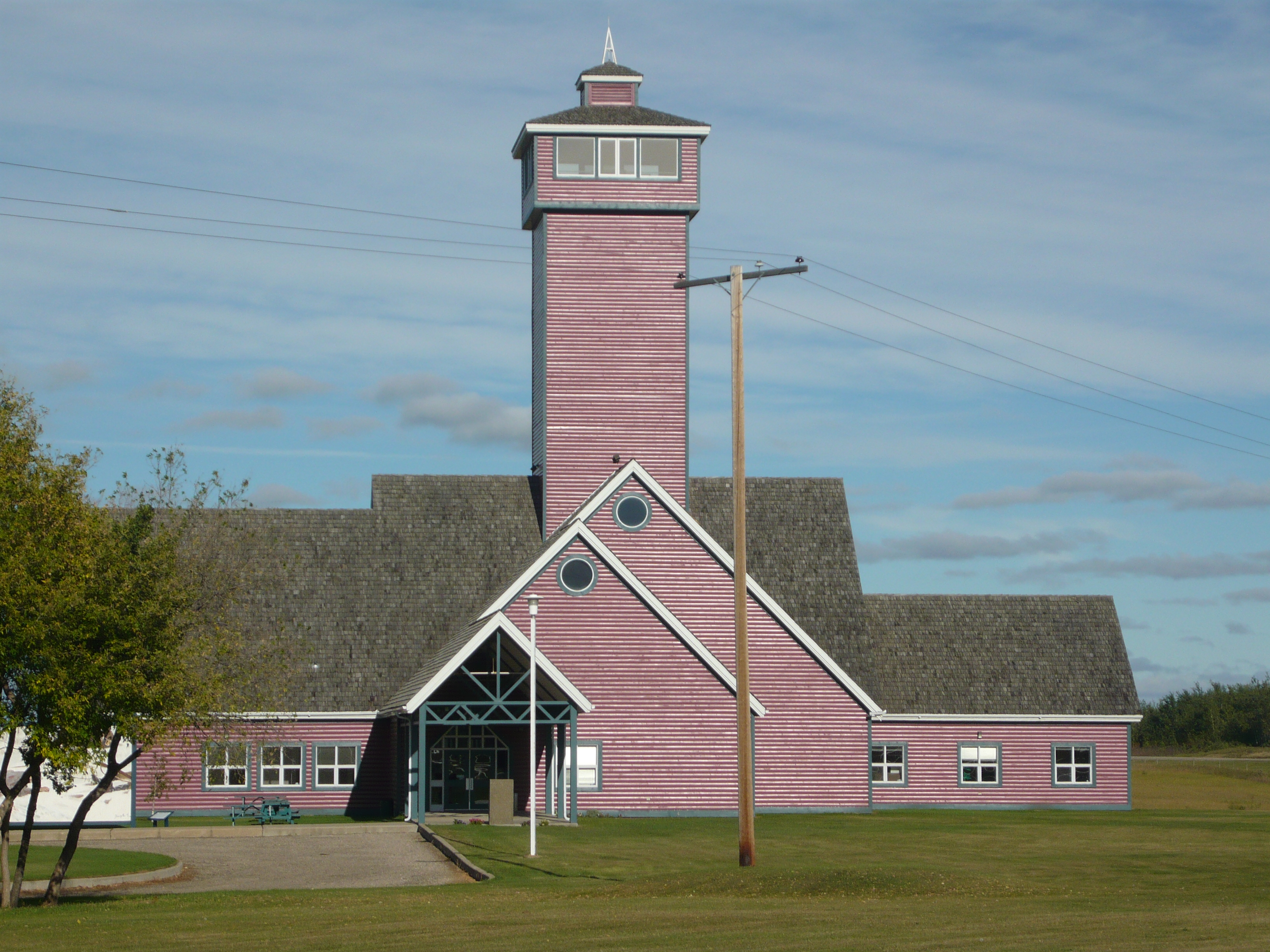
Duck Lake Interpretive Centre in Saskatchewan, am Schnittpunkt von Highway 11 und 212, der Anderson Avenue

Ihre Abgrenzung zu Institutionen wie Museen, Science oder Discovery Centern, naturkundlichen, aber auch Selbstdarstellungseinrichtungen von Unternehmen ist häufig unscharf. Das gilt insbesondere dann, wenn sie originale Objekte aufbewahren, wie es Museen tun.
Dabei bedienen sich diese Zentren weniger rein exponierender Präsentationstechniken, sondern greifen häufig auf Mittel zurück, wie sie die Museumspädagogik zur Anwendung bringt. Zudem stehen mehr oder minder selbstständiges Experimentieren und Erleben im Vordergrund, hinzu kommen multimediale und filmische Aufbereitungen. Außerdem bieten wechselnde Ausstellungen verschiedene Zugänge zum jeweiligen Hauptthema des Hauses. Bei all dem sind sie häufig traditionellen politischen Konzeptionen unterworfen und stellen beispielsweise die Taten der amerikanischen Pioniere und Entdecker auf naiv-euphemistische Art und Weise in den Vordergrund. Die Illusion des Nacherlebens wird dabei explizit eingesetzt, um etwa die „Visionen“ früherer Präsidenten und den „unbesiegbaren Geist menschlicher Entdeckung nachzuempfinden“.

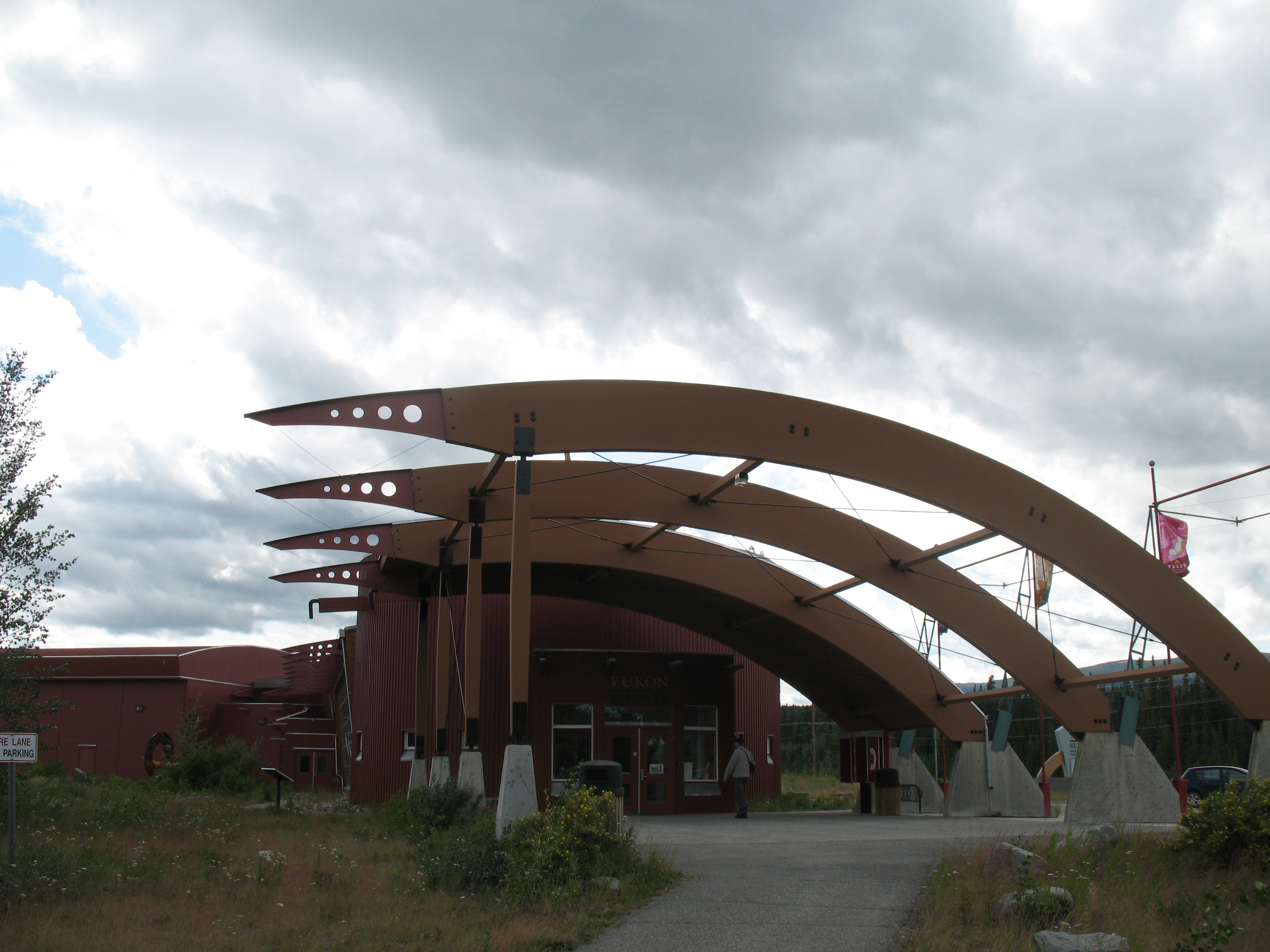
Yukon Beringia Interpretive Centre in Whitehorse

Vielfach führt die Überschneidung der Themen in ländlichen Bereichen dazu, dass staatliche Institutionen, die für den Naturschutz verantwortlich sind, wie der US Forest Service oder Parks Canada Interpretive Centres unterhalten. Ein weiterer Grund ein Interpretive centre zu errichten ist die in stadtfernen Gebieten oftmals schwierige Beschaffung von Mitteln und Personal, die den Betrieb eines Museums gestatten würden.
Ähnliches gilt für die oft abgelegenen Indianergemeinden, sowohl in Kanada, als auch in den USA, die zunehmend die ökonomischen Vorzüge dieser Institutionen erkennen und darüber hinaus ihre Kultur auf diese Art unmittelbar an ihren verstreuten Wohnorten vorstellen können. Je mehr es den Ureinwohnern Nordamerikas gelingt, ihre historischen Objekte zurückzuholen, die oftmals weltweit in Museums- und Sammlerhänden verstreut sind, desto mehr nähern sie sich mit Blick auf originale Objekte den Museen im engeren Sinne an. Zugleich wird die Abgrenzung zu sogenannten cultural centres unschärfer, da in den Räumlichkeiten zunehmend kulturelle Veranstaltungen mit und ohne Teilnahme der Öffentlichkeit stattfinden. 
Insbesondere spezialisierte Museen, die sich Themen widmen, die sich über bloße Präsentation nur schwer erschließen, nennen sich gelegentlich Interpretive Centre. Das gilt umso mehr für Phänomene der immateriellen Kultur, wie Erzählung, Musik oder Tanz. Zu ihnen zählt etwa das Celtic Music Interpretive Centre, das die keltischen Musiktraditionen in Neuschottland exponiert.